# Piła Kościelecka
Piła Kościelecka – wieś w Polsce położona w województwie małopolskim, w powiecie chrzanowskim, w gminie Trzebinia.
| SIMC    | Nazwa   | Rodzaj    |
| ------- | ------- | --------- |
| 0223154 | Gajówka | część wsi |

W latach 1954-1959 wieś była siedzibą gromady Piła Kościelecka, po jej zniesieniu w gromadzie Bolęcin. W latach 1975–1998 miejscowość administracyjnie należała do województwa katowickiego.
Od 1899 roku przebiegała tędy linia kolejowa nr 103. Do 2002 r., kiedy to ruch pasażerski na tej linii zawieszony, istniał tutaj przystanek kolejowy.
Przez wieś przepływa rzeka Chechło, która tworzy tutaj Zalew Chechło.